# Cryptanthus pseudopetiolatus
Espèce
Synonymes
- Cryptanthus ruthae Philcox
- Cryptanthus vexatus Leme

Cryptanthus pseudopetiolatus est une espèce de plantes de la famille des Bromeliaceae, endémique du Brésil et décrite en 1992 par le botaniste britannique David Philcox.

## Synonymes
- Cryptanthus ruthae Philcox
- Cryptanthus vexatus Leme

## Distribution
L'espèce est endémique de l'État de Bahia à l'est du Brésil.

## Description
Selon la classification de Raunkier, l'espèce est hémicryptophyte.